# Rodolfo Amoedo
Rodolfo Amoedo (Salvador, 11 dicembre 1857 – Rio de Janeiro, 31 maggio 1941) è stato un pittore brasiliano.
Amoedo fu professore e poi direttore dell'Accademia Brasiliana, poi rinominata Escola Nacional de Belas Arts alla caduta dell'Impero Brasiliano. Tra i suoi studenti vi fu Eliseu Visconti. I dipinti di Amoedo sono esposti al Museo nazionale delle belle arti di Rio de Janeiro.

## Biografia
Il suo interesse per l'arte e le decorazioni iniziarono quando un amico della sua famiglia (che era un paroliere) lo invitò a lavorare al teatro di San Pietro, oggi non più esistente. Cominciò la carriera da artista nel 1873 come studente di Victor Meirelles al Liceo di Arti e Mestieri di Rio de Janeiro. L'anno seguente si trasferì all'accademia imperiale di belle arti. Tra i suoi insegnanti c'erano João Zeferino da Costa, Agostinho José da Mota e lo scultore Francisco Manuel Chaves Pinheiro. 

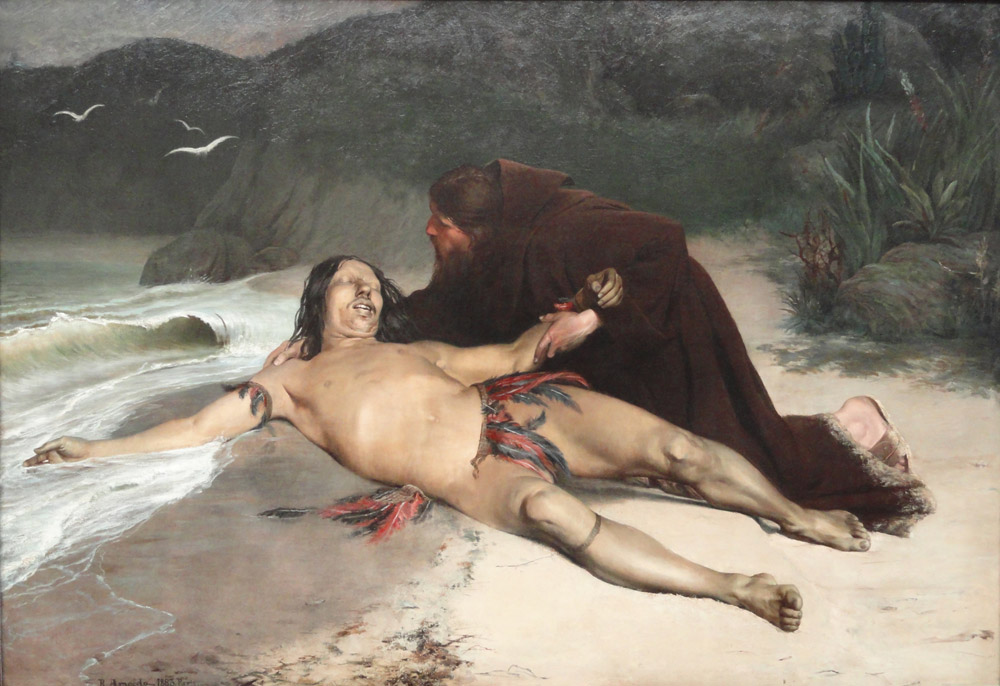
L'ultimo tamoio (1883)

Nel 1878 vinse il primo premio alla Accademia Brasiliana grazie a un'opera ritraente Abele, permettendogli così di andare a Parigi, dove visse dal 1879 al 1887 studiando alla scuola di belle arti. Fu allievo di Alexandre Cabanel e lavorò anche con Paul-Jacques-Aimé Baudry. Dal 1882 al 1884, Amoedo partecipò al Salone di Parigi con delle opere a tema mitologico, biblico o indianista: l'indianismo era una corrente artistica brasiliana incentrata sulla raffigurazione degli Indios dell'Amazzonia e del loro destino a causa della colonizzazione portoghese, e Amoedo espose al Salone tele indianiste come Marabá del 1882 e L'ultimo tamoio del 1883.
Al suo ritorno a Rio de Janeiro nel 1888, divenne un professore onorario all'Accademia, ma in realtà insegnò alla scuola politecnica e tenne la sua prima esposizione personale. Nel 1908, all'esposizione nazionale commemorativa del primo centenario dell'apertura dei porti del Brasile, vinse la medaglia d'oro. In seguito divenne un professore della scuola nazionale di belle arti, dove spinse gli studenti a documentarsi sui vari processi pittorici (tempera, encausto, acquerello...). In alcune occasioni svolse il ruolo di vicedirettore.
Oltre alle sue tele, nel 1909 egli dipinse delle tavole per il tribunale supremo federale, la biblioteca nazionale e nel 1916 per il teatro municipale fluminense. Due anni dopo, venne premiato con una seconda cattedra alla scuola di pittura, che mantenne fino al 1934. Tra i suoi studenti più noti si citano i fratelli Arthur e João Timóteo da Costa, Lucílio de Albuquerque, Eliseu Visconti e Cândido Portinari.

## Galleria d'immagini

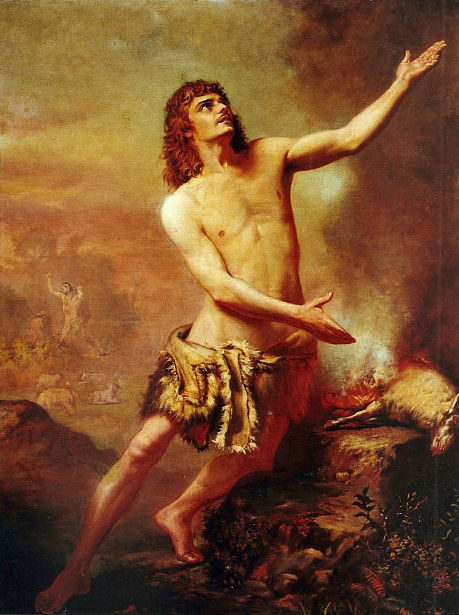
L'offerta di Abele, 1878
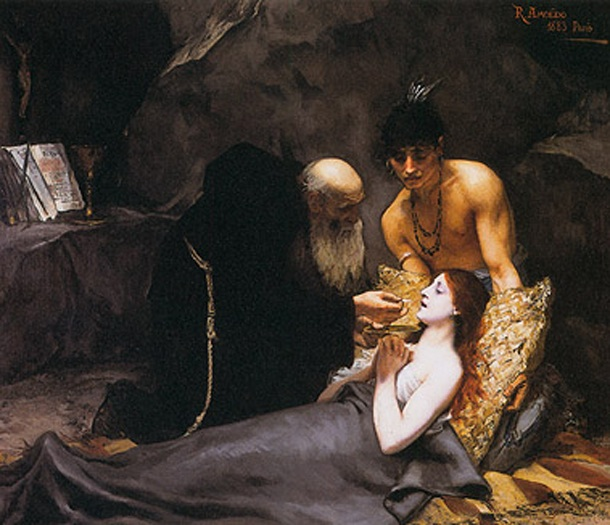
La morte di Atala, 1883
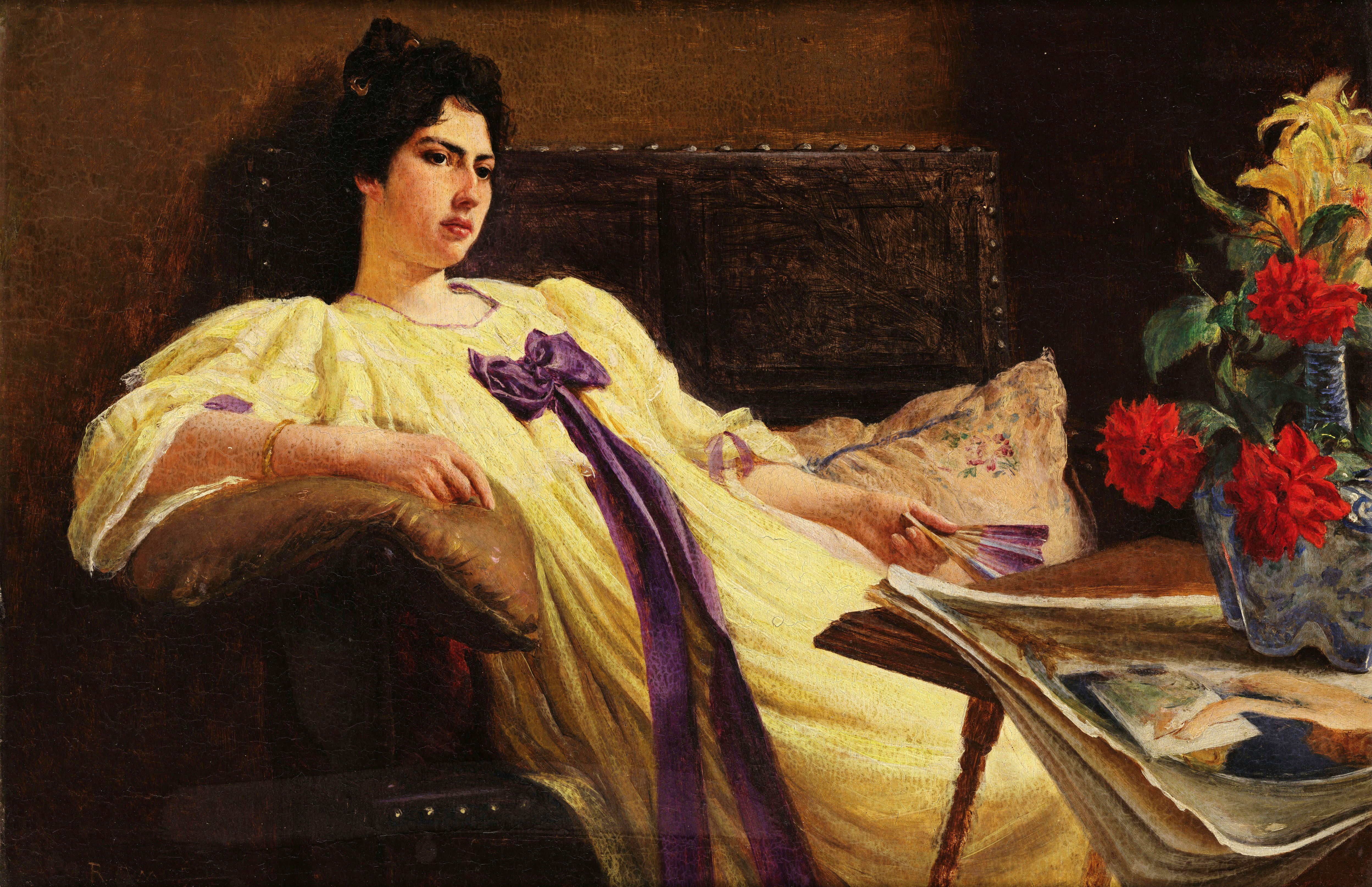
Ritratto di donna, 1892
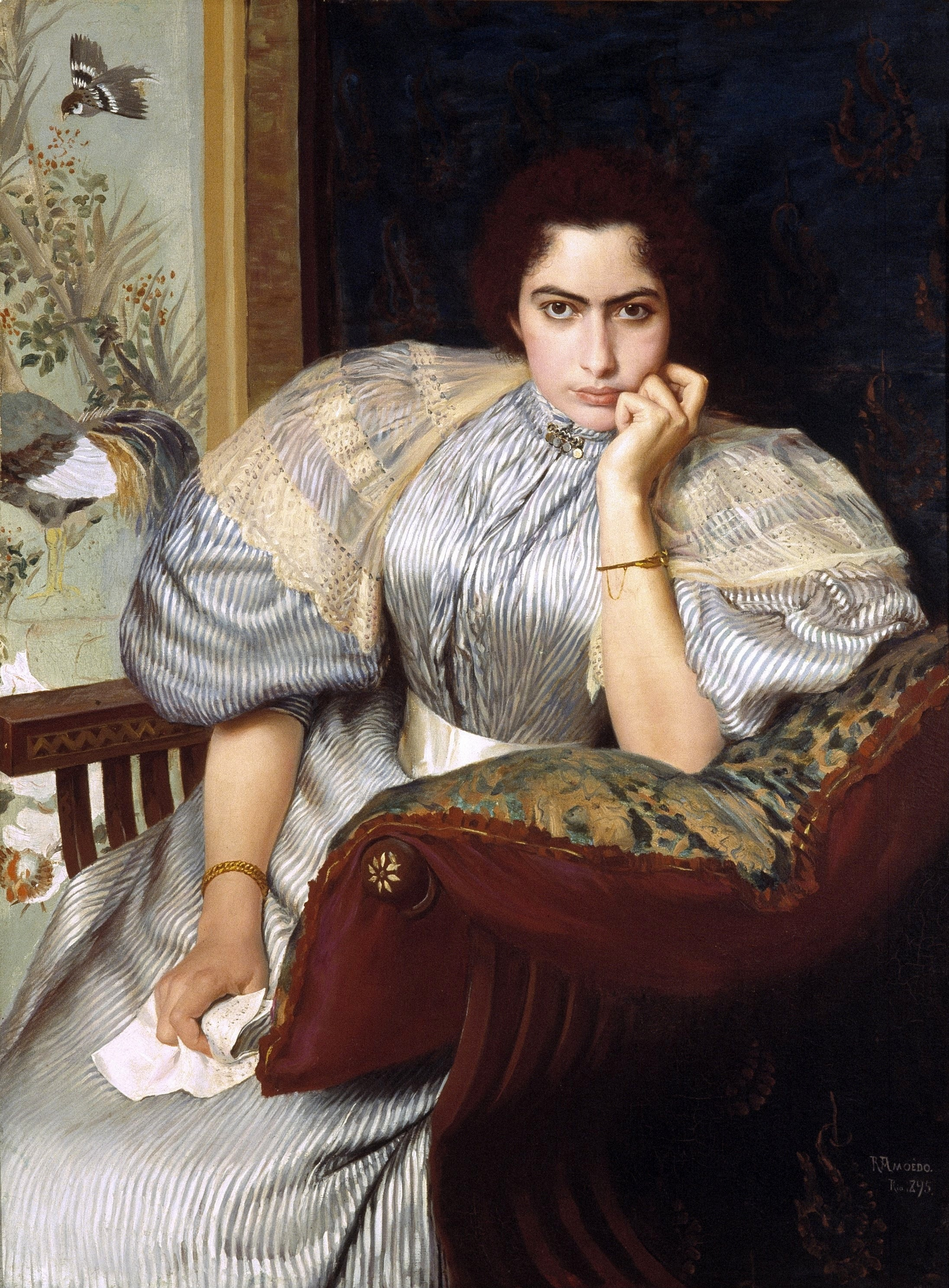
Más Notícias, 1895